# Brazilska vaterpolska reprezentacija
Brazilska vaterpolska reprezentacija predstavlja državu Brazil u športu vaterpolu. Od sredine studenog 2013. izbornik joj je hrvatski trener Ratko Rudić.
Od uspjeha valja izdvojiti iznenađujuću uvjerljivu pobjedu nad Hrvatskom 17:10 u 1. kolu završnog turnira Svjetske lige 23. lipnja 2015. godine u Bergamu.

## Sastavi
- SP 2019.: Slobodan Soro, Logan Cabral, Pedro Real, Gustavo Coutinho, Roberto Freitas, Guilherme Almeida, Rafael Real, Heitor Carrulo, Bernando Rocha, Rudá Franco, Gustavo Guimarães, Luis Ricardo Silva, João Pedro Fernandes; izbornik Rick Azevedo

## Nastupi na velikim natjecanjima

### Olimpijske igre
- 1920.: četvrtzavršnica
- 1952.: trinaesto mjesto
- 1960.: trinaesto mjesto
- 1964.: trinaesto mjesto
- 1968.: trinaesto mjesto
- 1984.: dvanaesto mjesto

### Svjetska prvenstva
- 1986.: jedanaesto mjesto
- 1998.: dvanaesto mjesto
- 2001.: trinaesto mjesto
- 2003.: trinaesto mjesto
- 2009.: trinaesto mjesto
- 2011.: četrnaesto mjesto
- 2019.: trinaesto mjesto
- 2022.: petnaesto mjesto

### Panamaričke igre
- 1951.:  srebro
- 1955.:  bronca
- 1959.:  bronca
- 1963.:  zlato
- 1967.:  srebro
- 1971.: četvrto mjesto
- 1979.: šesto mjesto
- 1983.: četvrto mjesto
- 1987.:  bronca
- 1991.:  bronca
- 1995.:  srebro
- 1999.: četvrto mjesto
- 2003.:  srebro
- 2007.:  srebro
- 2011.:  bronca

## Poznati igrači
- Tony Azevedo

## Poznati treneri
- Ratko Rudić